# Terca, Buzău
Terca este un sat în comuna Lopătari din județul Buzău, Muntenia, România. Se află în partea de nord a județului, în zona Munților Buzăului. În satul Terca are loc un fenomen denumit Focul viu, care are loc datorită unor emisii permanente de gaze care se aprind la suprafață sub forma unei flăcări de 50 cm.

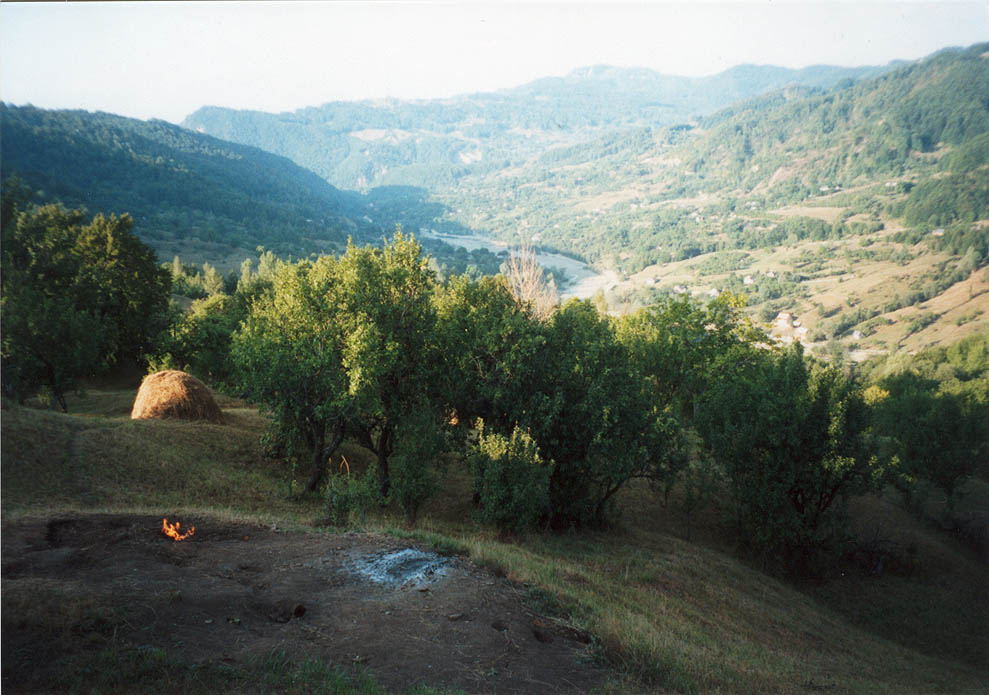
Focul viu
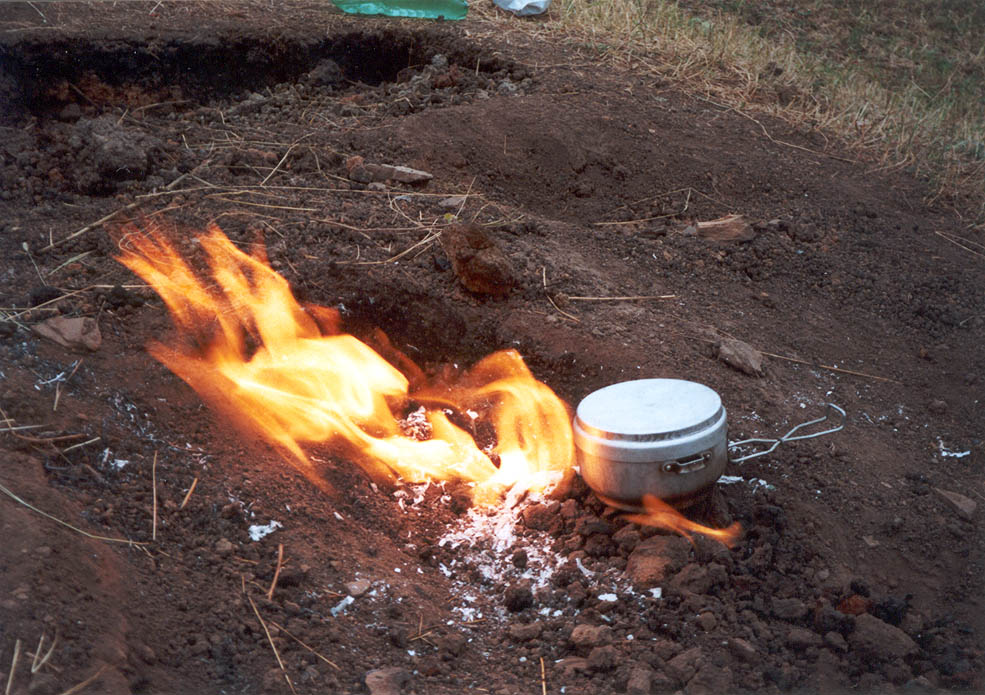
Focul viu